# Jean Maitrón
Jean Maitrón (Nièvre, 17 de dezembro de 1910 – Créteil, 16 de novembro de 1987) foi um historiador e professor nascido na França. Foi também um anarquista.
Criou o Centre d’histoire du syndicalisme (hoje conhecido como Centre d’histoire sociale du XXe siècle). Foi o responsável por divulgar em 1964, a transcrição os depoimentos do ilegalista Ravachol que ficaram esquecidos nos Arquivos da Polícia de Paris.